# كينيث ماكلين باكستر
كينيث ماكلين باكستر (بالإنجليزية: Kenneth McLean Baxter)‏ هو نقابي نيوزيلندي، ولد في 30 يوليو 1893، وتوفي في 13 يونيو 1975.